# Alabama State Route 40
Alabama State Route 40 ist ein in Ost-West-Richtung verlaufender Highway im US-Bundesstaat Alabama.
Der Highway beginnt an der Alabama State Route 35 südlich von Scottsboro und endet in Hammondville an der Alabama State Route 117. Die State Route verläuft südlich von Scottsboro entlang des Lookout Mountains. Etwa eine Meile nach dem östlichen Ende trifft die AL 117 auf die Interstate 59.